# 君のとなり わたしの場所
「君のとなり わたしの場所」（きみのとなり わたしのばしょ）は、日本の歌手・南條愛乃の8作目のシングル。2019年2月6日にNBCユニバーサル・エンターテイメントジャパンより発売された。
表題曲は南條が声優出演するテレビアニメ『同居人はひざ、時々、頭のうえ。』のエンディングテーマに起用された。

## リリース
前作「光のはじまり」「一切は物語」から1年9ヵ月ぶりのシングル。初回限定盤と通常盤の2形態で発売され、初回限定盤には表題曲のミュージック・ビデオとメイキング映像、スポットCM映像を収録したDVDが同梱された。

## 収録曲
1. 君のとなり わたしの場所 [4:21]
作詞：南條愛乃
作曲・編曲：奥華子
歌詞は制作サイドからの要望と南條自身の構想が合致し、ネコのハル目線で描写されている[2]。
ミュージック・ビデオはもちごめが監督を務め、南條とネコ2匹のふれあいを描いたものとなっている。衣装や小道具、ネコ目線の撮影など南條によるアイデアが随所に取り込まれている。また、ネコ目線の映像を取り入れるためドローンが使用された[2]。
2. わガまま♡ブれいん [4:17]
作詞：KOTOKO
作曲：井内舞子
編曲：丸山真由子
3. 君のとなり わたしの場所 <instrumental> [4:21]
作曲・編曲：奥華子
表題曲のインストゥルメンタル。
4. わガまま♡ブれいん <instrumental> [4:17]
作曲：井内舞子
編曲：丸山真由子
カップリング曲のインストゥルメンタル。

## チャート成績
シングル「君のとなり わたしの場所」は、2019年2月18日付のオリコン週間シングルチャートにおいて13位を記録した。また、Billboard JAPANのチャートでは、2019年2月18日付の週間シングルランキングで15位を記録し、1週目の推定売上は7,207枚であった。

## タイアップ
- TOKYO MX・朝日放送テレビ系アニメ『同居人はひざ、時々、頭のうえ。』エンディングテーマ (#1)